# بازی چشم‌بسته

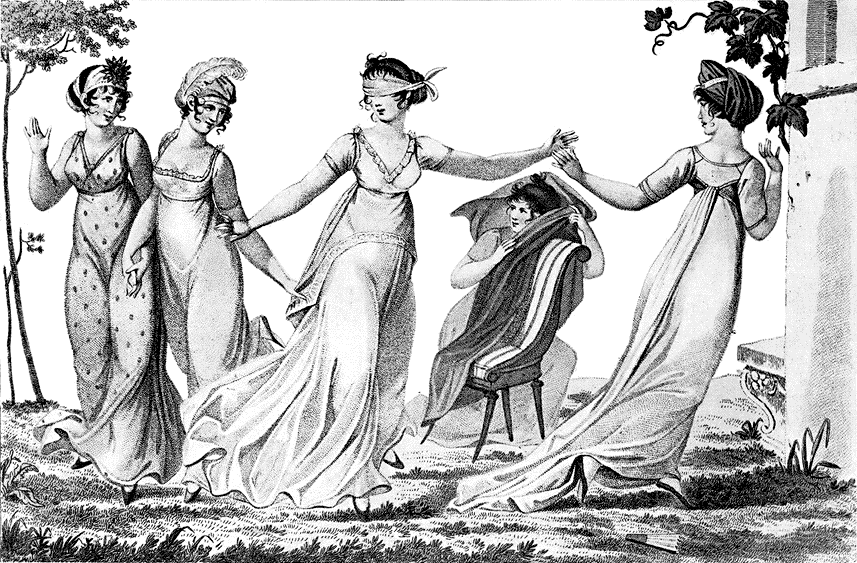
زنان در حال بازی چشم‌بسته در سال ۱۸۰۳ میلادی

بازی چشم‌بسته (انگلیسی: Blind man's buff) یکی از مشتقات بازی گرگم به هوا است که قدمت آن دستکم به یونان باستان می‌رسد. در این بازی ابتدا بازیکنان محدوده‌ای گسترده را تعیین کرده، سپس یکی از بازیکنان را به عنوان گرگ بازی تعیین می‌کنند، چشم او را می‌بندند، چند دور او را دور خودش می‌گردانند و سپس او را رها می‌کنند. بازیکنان دیگر برای جلب توجه گرگ سر و صدا می‌کنند یا در سکوت خود را از مسیر گرگ دور می‌کنند. گرگ پس از گرفتن یک نفر یا همهٔ بازیکنان چشم خود را باز می‌کند.